# FREE FROM HELL
"FREE FROM HELL"은 2019년 8월 27일에 발매된 B-Free의 정규 6집이다. 
원제는 Free's Revenge. 이름에서도 알 수 있듯 팔로알토 및 하이라이트 레코즈와의 불화와 관련된 앨범이었으나 제목이 바뀌어 FREE FROM HELL이 되었다.
비프리는 이 앨범에서 멤피스랩과 트랩 메탈, 휴스턴 등의 스타일을 선보여 스타일의 변화를 준 앨범이다. 앨범의 곡들은 비프리가 직접 제작한 비트와 유튜브 비트메이커로부터 구매한 비트로 구성되어 있다. 다만 사운드나 앨범의 구성은 상당히 유기적이다.
현재 7번 트랙 'RIDE WITH U'는 삭제된 상태이다.

## 앨범 소개
비프리가 약 1년만의 정규 앨범 “Free From Hell” 을 발매한다. 이 앨범은 각자 힘들때 겪는 지옥을 이겨내고 벗어나자는 메세지를 담고 있다.

## 평가 및 반응
| 리드머 Free From Hell 리뷰 中 |
| --- |
| 핏빛 복수극에 등장하는 ‘건강한 정신력 튼튼한 하체 신선한 야채 쌈싸 먹어 중독됐어 복수의 맛에’처럼 뻔뻔함이 느껴지는 라인이나, 팝 아이콘, 혹은 영화를 레퍼런스한 가사가 웃음을 유발한다. “King of the jungle”의 장난스러운 가사가 만드는 비장한 자기과시 역시 마찬가지다. 전반적으로 일상적이지만, 랩에 있어서는 생경한 단어 선택이 주는 즐거움이 크다. 큰 변화를 꾀한 비프리의 가사 스타일이 드디어 효과를 발휘한 느낌이다. 이상의 가사적 재미와 한참은 거리가 먼 평이한 영어 랩의 분량이 아깝게 다가온다. 단순한 라이밍도 약점이다. 하지만 다행스럽게도 천부적인 박자 감각과 특유의 톤에서 비롯한 탄탄한 퍼포먼스가 이를 상쇄한다. |

리드머의 3.5점을 받았다.
유기성이 있는 앨범이며 발매 당시의 반응이 좋았다.

## 트랙 리스트
| #            | 제목                                                                            | 작사                  | 작곡                          | 편곡  | 재생 시간 |
| ------------ | ------------------------------------------------------------------------------- | --------------------- | ----------------------------- | ----- | --------- |
| 1.           | 〈NO STOPPING〉 (Prod. KVN$ & Junked)                                           | B-Free                | KVN$ & Junked                 | 2:08  |           |
| 2.           | 〈PAYBACK〉 (Prod. FREE FROM HELL)                                              | B-Free                | FREE FROM HELL                | 2:38  |           |
| 3.           | 〈KING OF THE JUNGLE (동물의 왕국 2019)〉 (Prod. FREE FROM HELL, GAKA, KINGMCK) | B-Free                | FREE FROM HELL, GAKA, KINGMCK | 2:15  |           |
| 4.           | 〈CON ARTIST〉 (feat. Jeremy Quest (Prod. ODDISY))                              | B-Free, Jeremy Quest  | ODDISY                        | 2:50  |           |
| 5.           | 〈THE ESCAPE〉 (Prod. WENDIGO)                                                  | B-Free                | WENDIGO                       | 2:24  |           |
| 6.           | 〈DEAD MAN〉 (feat. SAINT LEONARD (Prod. FREE FROM HELL)                        | B-Free, SAINT LEONARD | FREE FROM HELL                | 2:46  |           |
| 7.           | 〈RIDE WITH U〉 (feat. Keith Ape (Prod. CHINO JAY))                             | B-Free, Keith Ape     | CHINO JAY                     | 2:51  |           |
| 총 재생 시간 | 총 재생 시간                                                                    | 총 재생 시간          | 총 재생 시간                  | 17:52 |           |

mixed & mastered by GAKA, B-Free etc.

## 영상
B-FREE -DEAD MAN LIVE @HENZCLUB
(2019. 10. 11.) / FREE FROM HELL OUT NOW
B-Free (비프리) FULL LIVE @ RAP HOUSE VOL.12

## 여담
- 앨범 발매 기념으로 미성년자들을 위한 무료 콘서트를 열었다. 여담으로 후일 뉴웨이브 레코즈의 새로운 멤버가 되는 권기백이 방문했었다.[1]

- 2019년 9월, 발매한 FREE FROM HELL을 통하여 '김유라 씨처럼 내 사랑 먹물'로 트로트 가수인 김유라 씨를 샤라웃하기 위하여 언급하였다. 기사에 의하면, 김유라 씨는 2015년, '먹물 같은 사랑'이라는 곡을 3천만 원을 내고 구입해 앨범을 발매하였으나, 2018년에 제목만 달라진 채 똑같은 곡이 다른 가수에게 갔다고 억울함을 호소하였다. 작곡가는 자신의 노래를 누군가에게 넘기는 것은 자신의 권리이며 김유라는 허위사실로 명예를 훼손하고 있다고 말하였다. 당시 발매 후 비프리의 인스타그램 라이브 방송으로 비프리가 설명해주기도 하였다.

- 이 앨범을 낸 후, 2019년 9월 19일, 염따와 더 콰이엇이 MC를 맡은 랩하우스 온에어 4화에 라디오 출연[2]을 하였는데, 9월 3일에 진행했던 미성년자 무료 콘서트 공연의 여파로 목이 굉장히 쉰 상태에서 라디오 출연을 하였다.(...) FREE FROM HELL 앨범의 노래를 소개하였는데, 질문자가 랩 피쳐링이 누가 있냐고 물었는데, 해당 앨범에 랩 피쳐링이 두 명이 했음에도 불구하고, 비프리는 내가 혼자 했지 랩 피쳐링은 없다고 답변하였다.(?) 그리고 2019년 10월 11일, 더 콰이엇이 진행했던 정기공연 '랩하우스' 무대 공연에 출연했다. 더 콰이엇이 비프리에게 "랩하우스 게스트로 바로 세우겠다. 진짜 잘하는 래퍼다."라고 말했고, 실제로 바로 다음날 랩하우스 게스트로 확정되었다. 제레미 퀘스트까지 데리고 나와서 끝날 때까지 계속 뛰고, 샤우팅, 헤드뱅잉, 기타를 때려부수는 제스쳐를 하며 열정적인 공연을 펼쳤다. 비프리가 공연 후 더 콰이엇은 우리 돈 그렇게 많이 안 주는데 너무 열심히 하는 거 아니냐고 말하였다.

| 2020년 9월 10일 비프리 인스타그램 게시물 |
| --- |
| "1년 전 이 때쯤 머리 속의 지옥에서 벗어나고 싶다는 마음에 이 앨범을 만들고 냈습니다. 1년 후 지금 느끼는 것은 그것은 시작에 불과했다는 것. 올해는 제 인생에서 가장 힘이 되는 앨범을 만들고 있습니다. 그 때까지 힘이 필요하신 분들에게는 이 앨범을 추천합니다." |

- 비프리의 정규 앨범 중에서 유일하게 피지컬 앨범이 발매되지 않았다. 그러나 대신 FREE FROM HELL 티셔츠를 출시하였다. 뒷면에는 트랙리스트가 나와있으나 키스에이프가 피쳐링한 7번 트랙은 없다.

- 릴타치는 스윙스가 비슷한 시기에 발매한 리스너들에게 혹평을 받았던 '외나무다리'를 발매한 시기에, 친구들이랑 들었을 때 비프리 형 앨범은 진짜 미국 그런 느낌인데 형 앨범은 아니었다라고 말했는데, 스윙스는 그걸 듣고 열이 받아서 욕하면서 "야 그 형보다 내가 한 때 잘 나갔었어"라고 어린 애가 서로 싸우는 마냥 말했다고 한다.

- 비프리가 과거 개코에게 피처링을 해준 적이 있는데, 그 대가로 이 앨범에 개코의 피처링을 받고자 개코에게 연락을 했으나, 개코가 연락을 일방적으로 피했다고 한다.[3] 여담으로 비프리의 피처링이 들어간 개코의 곡은 발매되지 못했는데, 과거 개코가 정규에 실었던 곡인 'Chaser The Rapper'의 리믹스 버전으로 추정된다.[4]

- 2022년 07월 27일, 비프리 인스타그램 스토리에 따르면 FREE FROM HELL 앨범을 좋다고 생각하지 않았는지, 유튜브 뮤직 FREE FROM HELL 앨범 캡쳐 사진과 함께 '다시 들어봤는데 꽤 괜찮은데? ㅋㅋ'라고 올린 적이 있다.[5]